# Christy Moore
Pour l’article homonyme, voir Moore.
Christy Moore est un chanteur folk et guitariste très populaire en Irlande, né le 7 mai 1945 à Newbridge dans le Comté de Kildare. Il a été un des membres fondateurs du groupe Planxty, qui marqua la musique irlandaise des années 1970, et contribua au renouveau de la musique folk en Europe, notamment en France.

## La jeunesse et les débuts
Dans sa ville natale de Newbridge, Christy Moore forme avec Donal Lunny un duo, les Rakes of Kildare, parfois accompagné de Frank Lunny, le frère de Donal. Le duo reprend des chansons irlandaises qui feront partie des futurs albums de Christy Moore (Mary from Dungloe et The Curragh of Kildare).
Après ses études, Christy Moore travaille comme employé de banque, dans plusieurs villes d'Irlande (Clonmel, Askeaton (en), Ballyhaunis, Tulla, Milltown Malbay).
Lors de la grève du secteur bancaire de 1966 (en), il quitte l'Irlande pour l'Angleterre où il vit 5 ans. Il fréquente alors des clubs musique folk en Angleterre et en Écosse et rencontre des musiciens tels que les Grehan Sisters, John Reilly (auteur de plusieurs chansons de Christy Moore), Liam Farrell, Raymond Roland.

## Planxty

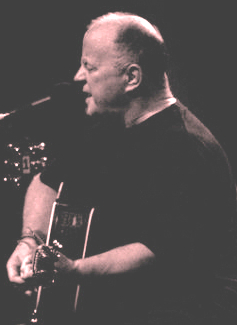
Christy Moore en scène, Liverpool, Octobre 2008.

De retour en Irlande, Christy Moore sort son premier véritable album Prosperous qui tient son nom du village où il a été enregistré dans le comté de Kildare. Cet album rassemble déjà tous les membres du futur groupe Planxty, qui s'appellera d'abord "CLAD", acronyme des prénoms de ses membres : Liam Óg O'Flynn, Andy Irvine, Dónal Lunny et Christy Moore, avant de prendre son nom définitif.
Après son départ de Planxty en 1975, il poursuit sa carrière en solo, réintégrant le groupe à l'occasion d'événements particuliers. Il forme aussi le groupe Moving Hearts avec Lunny et cinq autres musiciens en 1980. En 2000, il publie son autobiographie, One Voice,.
Au début de sa carrière, Moore boit beaucoup, dort irrégulièrement, n'arrête pas de voyager et mange souvent des plats à emporter. Avec ces habitudes, sa santé décline. Le combat de Moore contre l'alcool et les opérations du cœur en résultant ont une incidence sur l'état de santé général de Moore. On lui conseille alors qu'il est connu pour mettre beaucoup d'énergie dans la musique, d'arrêter de travailler pour raison médicale. Il décide finalement de suivre ce conseil après plusieurs avertissements sérieux. Ainsi, depuis 1999, sa quantité de travail a diminué.

## Sa famille
- Sa mère Nancy décède en 1992[1] .
- Son frère Barry est un chanteur-auteur-compositeur, connu sous le nom de Luka Bloom.

## Détention
En octobre 2004, la presse révèle la façon dont Moore a été arrêté et détenu par des douaniers dans le port gallois de Holyhead,. L'article explique que le chanteur a été arrêté alors qu'il était dans son van avec son chauffeur, il a alors été emmené dans un bureau et interrogé sur les paroles de ses chansons. Le jour suivant, en réponse à l'article de l'Irish Times, Moore fait le communiqué de presse suivant :
(Mon chauffeur et moi avons été arrêtés et détenus pendant deux heures à Holyhead, lundi dernier, en application de la loi sur la Prévention du Terrorisme de 2002. Mon chauffeur et moi étions détenus dans des pièces d'interrogatoire séparées. J'ai trouvé tout cela menaçant. J'ai été interrogé sur le contenu de mon porte-documents.)
Contrairement à ce qui avait été annoncé au départ, le van du chanteur, rempli de matériel de musique, n'a pas été fouillé.
I was questioned about lyrics of songs and I was asked a lot of personal questions about members of my family and my children and about my home. At no time was I given any explanation as to why I was being held and interrogated in this manner, a ajouté le chanteur.
(J'ai été interrogé sur des paroles de chansons, et on m'a posé beaucoup de questions personnelles sur les membres de ma famille, mes enfants et sur mon foyer. À aucun moment, on ne m'a donné d'explication sur la raison pour laquelle j'étais détenu et interrogé de cette manière.)
Par la suite, le chanteur déclare que le fait que les Irlandais soient encore traités de cette façon quand ils vont en Grande-Bretagne est vraiment attristant.
I had hoped to deal with this matter out of the public domain. But seeing as it has become a news item, I feel the need to offer my side of the story. I found the whole affair quite frightening.
(J'espérais pouvoir régler cela sans le mettre sur la place publique. Maintenant que c'est devenu un sujet aux informations, je ressens le besoin de donner ma version de l'histoire. J'ai trouvé l'ensemble de cette affaire assez effrayante.)

## Commentaires sur la vie politique et sociale
Moore est connu pour ses commentaires sur la vie politique et sociale, qui reflètent les convictions d'un républicain irlandais de gauche (sa mère fait elle-même de la politique mais avec des idées plus à droite : elle a été conseillère municipale Fine Gael et candidate au parlement à Kildare). Il soutient les grévistes du H-Block dans les années 1970 et 1980, avec un album en 1978, dont le lancement est interrompu par un raid de la police, et The Spirit of Freedom. Il enregistre des chansons écrites par le gréviste de la faim Bobby Sands. Toutefois, en 1987, à la suite de l'attentat d'Enniskillen, il arrête de soutenir les activités militaires de l'IRA.
Tout au long de sa carrière, il écrit des chansons sur des thèmes politiques comme On the Blanket sur les protestations des prisonniers républicains, Viva la Quinta Brigada (le titre deviendra Viva la Quince Brigade pour corriger l'erreur de base de nommer "quinta", cinquième, la Brigade Internationale composée par des forces irlandaises, puisque c'était la 15ème et non la 5ème) sur les volontaires irlandais dans la guerre en Espagne 36-39 et Minds Locked Shut sur le Bloody Sunday de Derry.
Moore a soutenu de nombreuses causes de gauche, de El Salvador à la candidature de Mary Robinson lors des élections présidentielles de 1990. Au festival de Glastonbury, en 2005, il a chanté pour l'activiste de la solidarité palestinienne Rachel Corrie.

## Discographie

### Solo

#### Enregistrements en public
- Live In Dublin (1978)
- H Block (1978)
- Live At The Point (1994)
- Live At Vicar Street (2002)

### Avec le groupePlanxty
- Planxty (1972)
- The Well Below The Valley (1973)
- Cold Blow And The Rainy Night (1974)
- After the Break (1979)
- The Woman I Loved So Well (1980)
- Words and Music (1983)

### Avec le groupeMoving Hearts
- Moving Hearts (1981)
- Dark End Of The Street (1982)

### Albums de compilation
- Compilation USA (1988)
- The Christy Moore Collection 1981-1991 (1991)
- Christy Moore Collection Part 2 (1997)
- Christy Moore Box Set (2004)